# Jeanne Evert
Jeanne Evert (Fort Lauderdale, 5 ottobre 1957 – Delray Beach, 20 febbraio 2020) è stata una tennista statunitense.
Era sorella minore di Chris Evert, plurivincitrice di tornei del Grande Slam.

## Biografia
In carriera ha vinto un titolo di doppio, l'Eckerd Tennis Open nel 1973, in coppia con sua sorella Chris. Nei tornei del Grande Slam ha ottenuto il suo miglior risultato agli US Open raggiungendo il terzo turno nel singolare nel 1973 e nel 1978, e nel doppio misto nel 1972.
In Fed Cup ha disputato un totale di 4 partite, ottenendo 4 vittorie.
È scomparsa nel 2020 all'età di 62 anni per le complicazioni di un tumore alle ovaie.

## Statistiche

### Doppio

#### Vittorie (1)
| Numero | Anno           | Torneo                             | Superficie | Compagna    | Avversarie in finale         | Punteggio |
| 1.     | 22 aprile 1973 | Eckerd Tennis Open, St. Petersburg |            | Chris Evert | Evonne Goolagong Janet Young | 6-2, 7-6  |

#### Finali perse (2)
| Numero | Anno           | Torneo                                    | Superficie | Compagna    | Avversarie in finale                  | Punteggio |
| 1.     | 12 agosto 1974 | US Clay Court Championships, Indianapolis |            | Chris Evert | Gail Sherriff-Chanfreau Julie Heldman | 3-6, 1-6  |
| 2.     | 18 agosto 1974 | Canada Open, Toronto                      |            | Chris Evert | Gail Sherriff-Chanfreau Julie Heldman | 3-6, 4-6  |

### Risultati in progressione
| Sigla | Risultato               |
| ----- | ----------------------- |
| V     | Vincitore               |
| F     | Finalista               |
| SF    | Semifinalista           |
| O     | Oro olimpico            |
| A     | Argento olimpico        |
| SF    | Bronzo olimpico         |
| QF    | Quarti di Finale        |
| 4T    | Quarto turno            |
| 3T    | Terzo turno             |
| 2T    | Secondo turno           |
| 1T    | Primo turno             |
| RR    | Round Robin             |
| LQ    | Turno di qualificazione |
| A     | Assente                 |
| ND    | Non disputato           |

| Legenda superfici    |
| -------------------- |
| Cemento              |
| Terra battuta        |
| Erba                 |
| Superficie variabile |

#### Singolare nei tornei del Grande Slam
| Torneo          | 1972 | 1973 | 1974 | 1975 | 1976 | 1977 | 1977 | 1978 |
| --------------- | ---- | ---- | ---- | ---- | ---- | ---- | ---- | ---- |
| Australian Open | A    | A    | A    | A    | A    | A    | A    | A    |
| Open di Francia | A    | A    | A    | 1T   | A    | A    | A    | 2T   |
| Wimbledon       | A    | A    | 1T   | A    | 2T   | A    | A    | A    |
| US Open         | 1T   | 3T   | 1T   | 2T   | 2T   | 2T   | 2T   | 3T   |

#### Doppio nei tornei del Grande Slam
| Torneo          | 1972 | 1973 | 1974 | 1975 | 1976 | 1977 | 1977 | 1978 |
| --------------- | ---- | ---- | ---- | ---- | ---- | ---- | ---- | ---- |
| Australian Open | A    | A    | A    | A    | A    | A    | A    | A    |
| Open di Francia | A    | A    | A    | 2T   | A    | A    | A    | 1T   |
| Wimbledon       | A    | A    | 2T   | A    | A    | A    | A    | A    |
| US Open         | 2T   | 1T   | 1T   | 1T   | 2T   | 1T   | 1T   | 1T   |

#### Doppio misto nei tornei del Grande Slam
| Torneo          | 1972 | 1973 | 1974 | 1975 |
| --------------- | ---- | ---- | ---- | ---- |
| Australian Open | ND   | ND   | ND   | ND   |
| Open di Francia | A    | A    | A    | A    |
| Wimbledon       | A    | A    | A    | A    |
| US Open         | 3T   | A    | 1T   | 1T   |